# Aydın Büyükşehir Belediye Spor Kulübü
L'Aydın Büyükşehir Belediye Spor Kulübü (turc per Club Esportiu de la Municipalitat Metropolitana d'Aydın) o simplement Aydın Büyükşehir Belediyespor és un club poliesportiu de la ciutat d'Aydın a Turquia.

## Equips
L'Aydın Büyükşehir Belediyespor, establert el 2014, abasta una gran quantitat de equips en diferents disciplines esportives; futbol, basquetbol, voleibol, rem, boxa, vela esportiva, atletisme, natació i tennis taula.